# Humans
Humans ist eine britisch-US-amerikanische Science-Fiction-Fernsehserie aus dem Jahr 2015, die von Sam Vincent und Jonathan Brackley entwickelt wurde. Sie basiert auf der schwedischen Serie Real Humans – Echte Menschen. In Humans geht es in einer alternativen Gegenwart um menschenähnliche Androiden, die ein Bewusstsein entwickeln.

## Handlung
Der von Kindern und Haushalt herausgeforderte Ehemann Joe Hawkins kauft, ohne seine Frau zu konsultieren, einen „Synth“, als diese zum wiederholten Male beruflich außer Haus ist. Synths sind Roboter mit menschlichem Aussehen und wurden zur Erleichterung des Alltags von einem kommerziellen Unternehmen entwickelt. Ihre Funktionen umfassen etwa Haus- und Familienarbeit und allgemein körperliche Tätigkeiten wie Reinigungs- oder Erntearbeiten. Dazu sind sexuelle Praktiken verfügbar. Synths werden als lebloser Besitz betrachtet, tragen aber Vor- und im Falle eines Privatbesitzes auch Familiennamen. Die Familie Hawkins ist zwiegespalten, die Mutter Laura fühlt sich in ihrer Rolle bedroht und befürchtet ersetzt zu werden, Tochter Mattie begegnet dem Synth, der inzwischen Anita genannt wird, kalt – die jüngere Schwester Sophie hingegen betrachtet den Android als Person, wünscht sich etwa einen Gute-Nacht-Kuss von ihr.
Einige Synths entwickeln ein Bewusstsein auf Grund ihrer fortschrittlichen künstlichen Intelligenz (KI). Dies wird von der Regierung untersucht, etwa von der „Special Technologies Task Force“ in Person des Ermittlers Pete Drummond oder des Professors Edwin Hobb, der von der Möglichkeit eines künstlichen Bewusstseins gleichermaßen fasziniert wie beängstigt ist.
Eine Gruppe von Synths mit Bewusstsein versucht sich ein Leben ohne die Verfolgung der Eigentümer und abseits der Vorurteile der meisten Menschen aufzubauen und befindet sich auf der Flucht. Zentrale Figur dieser Gruppe ist Leo Elster, der Sohn des Entwicklers der KI, die das Bewusstsein ermöglicht, und sein Vertrauter, der Synth Max.

## Entstehung & Veröffentlichung
| Figur                   | Darsteller          | Deutscher Sprecher |
| ----------------------- | ------------------- | ------------------ |
| Anita/Mia               | Gemma Chan          | Anke Kortemeier    |
| Leo                     | Colin Morgan        | Nils Dienemann     |
| Laura Hawkins           | Katherine Parkinson | Solveig Duda       |
| Joseph „Joe“ Hawkins    | Tom Goodman-Hill    | Markus Pfeiffer    |
| Fred                    | Sope Dirisu         | Manuel Straube     |
| Pete Drummond (St. 1–2) | Neil Maskell        | Dominik Auer       |

| Figur                     | Darsteller       | Deutscher Sprecher     |
| ------------------------- | ---------------- | ---------------------- |
| Hobb (St. 1–2)            | Danny Webb       | Hans-Georg Panczak     |
| George Millican (St. 1)   | William Hurt     | Wolfgang Condrus       |
| Max                       | Ivanno Jeremiah  | Sebastian Winkler      |
| Matilda „Mattie“ Hawkins  | Lucy Carless     | Maresa Sedlmeir        |
| Toby Hawkins              | Theo Stevenson   |                        |
| Sophie Hawkins            | Pixie Davies     |                        |
| Niska                     | Emily Berrington | Jacqueline Belle       |
| Karen Voss                | Ruth Bradley     | Caroline Combrinck     |
| Silas Capek (Ep. 2, 4)    | Paul Kaye        | Thomas Darchinger      |
| Jill Drummond (St. 1)     | Jill Halfpenny   | Elisabeth von Koch     |
| Odi                       | Will Tudor       | Tim Schwarzmaier       |
| Simon (St. 1)             | Jack Derges      | Daniel Schlauch        |
| Vera (St. 1)              | Rebecca Front    | Susanne von Medvey     |
| Astrid (St. 2–3)          | Bella Dayne      | Katharina Schwarzmaier |
| Hester (St. 2)            | Sonya Cassidy    | Friederike Sipp        |
| Renie (St. 2)             | Letitia Wright   | Marcia von Rebay       |
| Dr. Athena Morrow (St. 2) | Carrie-Anne Moss | Martina Treger         |
| Anatole (St. 3)           | Ukweli Roach     | Patrick Roche          |

Nach der Ankündigung von Humans im April 2014, ursprünglich geplant als gemeinsames Projekt von Channel 4 und den Xbox Entertainment Studios (Xbox ES) des Konzerns Microsoft, begannen im Herbst 2014 die Dreharbeiten. Nachdem die Xbox ES im Oktober geschlossen worden war, übernahm die Produktionsfirma von AMC deren Part. Das Budget für die erste Staffel betrug 12 Millionen Pfund. Eine zweite Staffel der Serie wurde am 31. Juli 2015 für das Folgejahr angekündigt. Sie umfasste ebenfalls acht Episoden. Im Mai 2019 verkündete AMC, dass keine vierte Staffel produziert wird.
Die englischsprachige Originalversion erschien bei Channel 4. Die erste Episode wurde bei ihrer Erstausstrahlung von etwa 6 Millionen Zuschauern gesehen und war mit diesen 18 Prozent Marktanteil in Großbritannien die erfolgreichste Serie des Senders seit 20 Jahren.
Die Serie wurde bei der FFS Film- & Fernseh-Synchron in München vertont. Manuel Straube schrieb zusammen mit Christine Roche die Dialogbücher und führte die Dialogregie. Die deutsche Erstausstrahlung fand im Pay-TV bei RTL Crime, im Free TV bei VOX statt. Alle Staffeln sind einzeln
und als Komplettbox
auf Blu-ray und DVD erschienen.

## Episoden

### Staffel 1
| Nr. (ges.) | Nr. (St.) | Deutscher Titel            | Originaltitel | Regie           |
| ---------- | --------- | -------------------------- | ------------- | --------------- |
| 1          | 1         | Aktiviert                  | Episode 1     | Samuel Donovan  |
| 2          | 2         | Einer von denen            | Episode 2     | Samuel Donovan  |
| 3          | 3         | Fehler im System           | Episode 3     | Daniel Nettheim |
| 4          | 4         | Wir sind Menschen          | Episode 4     | Daniel Nettheim |
| 5          | 5         | Ex Machina                 | Episode 5     | Arnold Lewis    |
| 6          | 6         | Das Erwachen               | Episode 6     | Arnold Lewis    |
| 7          | 7         | Die Zukunft der Menschheit | Episode 7     | China Moo-Young |
| 8          | 8         | Eine von uns               | Episode 8     | China Moo-Young |

### Staffel 2
| Nr. (ges.) | Nr. (St.) | Deutscher Titel        | Originaltitel | Regie               |
| ---------- | --------- | ---------------------- | ------------- | ------------------- |
| 9          | 1         | Menschenrechte         | Episode 9     | Lewis Arnold        |
| 10         | 2         | Robotergesetze         | Episode 10    | Lewis Arnold        |
| 11         | 3         | Mensch-Maschine        | Episode 11    | Carl Tibbetts       |
| 12         | 4         | Künstliche Gefühle     | Episode 12    | Carl Tibbetts       |
| 13         | 5         | Gebrochene Herzen      | Episode 13    | Francesca Gregorini |
| 14         | 6         | Die Bestimmung         | Episode 14    | Francesca Gregorini |
| 15         | 7         | Aufstand der Maschinen | Episode 15    | Mark Brozel         |
| 16         | 8         | Neues Leben            | Episode 16    | Mark Brozel         |

### Staffel 3
Channel 4 hat acht Episoden der dritten Staffel zwischen Mai und Juli 2018 in der original englischsprachigen Version ausgestrahlt. Die deutsche Erstausstrahlung begann am 4. Oktober 2018 bei RTL Crime.
| Nr. (ges.) | Nr. (St.) | Deutscher Titel         | Originaltitel | Regie          |
| ---------- | --------- | ----------------------- | ------------- | -------------- |
| 17         | 1         | Eine Heimat im Hass?    | Episode 17    | Jill Robertson |
| 18         | 2         | Maschine gegen Mensch   | Episode 18    | Jill Robertson |
| 19         | 3         | Neues Land              | Episode 19    | Al Mackay      |
| 20         | 4         | Hürden der Gemeinschaft | Episode 20    | Al Mackay      |
| 21         | 5         | Periculum               | Episode 21    | Ben A Williams |
| 22         | 6         | Es geht um alles        | Episode 22    | Ben A Williams |
| 23         | 7         | Feind alias Freund      | Episode 23    | Richard Senior |
| 24         | 8         | Momente der Finsternis  | Episode 24    | Richard Senior |